# Wiersz ostatni
Wiersz ostatni – drugi album studyjny Kasi Lins, który ukazał się 23 lutego 2018.

## Lista utworów[2]
1. „Odchodząc”
2. „Wiersz ostatni”
3. „Kiedy Dobrze Jest Nam”
4. „Dawno” feat. Łukasz Lach
5. „Save Me Boy”
6. „Hollow Words”
7. „Tonę”
8. „Southern Wind”
9. „Dzień”
10. „Tak Widzę Nas”
11. „Forrest”
12. „These Days”
13. "Słowa Proste"